# ダレル・ウィットモア
ダレル・ラモント・ウィットモア（Darrell Lamont Whitmore, 1968年11月18日 - ）は、アメリカ合衆国バージニア州出身の元プロ野球選手（外野手）。

## 来歴

### プロ入りとインディアンス傘下時代
ウェストバージニア大学時代は、野球とアメリカンフットボール（ディフェンシブバック）の二刀流で活躍していた。
1987年のMLBドラフト10巡目（全体257位）でトロント・ブルージェイズに指名されたが、契約しなかった。1998年のMLBドラフト58巡目（全体1359位）でトロント・ブルージェイズに指名されたが、契約しなかった。1990年のMLBドラフト2巡目（全体46位）でクリーブランド・インディアンスに指名され、入団。
1992年はA+級キンストン・インディアンスで121試合に出場し、打率.280、10本塁打、52打点、17盗塁の成績を残した。

### マーリンズ時代
1992年11月に行われた新球団創設に伴うエクスパンションドラフトで、フロリダ・マーリンズに指名され移籍。
1993年はAAA級エドモントン・トラッパーズで打率.350を超える好成績をマークし、6月にメジャーに昇格。6月25日にメジャーデビューした。この年は76試合に出場し、打率.204、4本塁打、19打点の成績を残した。

### 千葉ロッテ時代
1996年6月にウェス・チェンバレンとともに千葉ロッテマリーンズに入団し、来日。前年2位と躍進したロッテは、退団したフリオ・フランコとピート・インカビリアに代えてジャック・ドウティーとスパイクの両外国人野手を獲得した。ところが両者ともまったくの不振で、6月に揃って解雇されるという異常事態になった。そこで打線強化を期待されて入団したのがウィットモアとチェンバレンだった。
6月23日の対近鉄バファローズ戦でチェンバレンより8日遅れでデビューすると、主に3番と5番に定着。シーズン終了までクリーンナップを務め、12本塁打の長打力に加え12盗塁を記録する走力も見せ、ジャックとスパイクよりは成績を残したが、チェンバレン同様首脳陣の期待に応えるほどの成績は残せず、このシーズン限りで自由契約となり退団。なお8月22日のダイエー戦では、死球の判定を巡って塁審の橘修に暴言を吐き退場処分を受けている。

### 千葉ロッテ退団後
帰国後はアメリカ球界に復帰し、2001年まで主にAAA級でプレー。メジャーに復帰することはできなかった。
2002年にアメリカ独立リーグのアトランティックリーグに加盟するロングアイランド・ダックスに入団。その後メキシカンリーグのタバスコ・キャトルメンでプレーし。この年限りで現役を引退した。

## 詳細情報

### 年度別打撃成績
| 年 度    | 球 団    | 試 合 | 打 席 | 打 数 | 得 点 | 安 打 | 二 塁 打 | 三 塁 打 | 本 塁 打 | 塁 打 | 打 点 | 盗 塁 | 盗 塁 死 | 犠 打 | 犠 飛 | 四 球 | 敬 遠 | 死 球 | 三 振 | 併 殺 打 | 打 率 | 出 塁 率 | 長 打 率 | O P S |
| -------- | -------- | ----- | ----- | ----- | ----- | ----- | -------- | -------- | -------- | ----- | ----- | ----- | -------- | ----- | ----- | ----- | ----- | ----- | ----- | -------- | ----- | -------- | -------- | ----- |
| 1993     | FLA      | 76    | 267   | 250   | 24    | 51    | 8        | 2        | 4        | 75    | 19    | 4     | 2        | 2     | 0     | 10    | 0     | 5     | 72    | 8        | .204  | .249     | .300     | .549  |
| 1994     | FLA      | 9     | 25    | 22    | 1     | 5     | 1        | 0        | 0        | 6     | 0     | 0     | 1        | 0     | 0     | 3     | 0     | 0     | 5     | 0        | .227  | .320     | .273     | .593  |
| 1995     | FLA      | 27    | 65    | 58    | 6     | 11    | 2        | 0        | 1        | 16    | 2     | 0     | 0        | 1     | 1     | 5     | 0     | 0     | 15    | 1        | .190  | .250     | .276     | .526  |
| 1996     | ロッテ   | 57    | 244   | 229   | 27    | 61    | 9        | 0        | 12       | 106   | 29    | 12    | 5        | 0     | 1     | 12    | 1     | 2     | 65    | 4        | .266  | .307     | .463     | .770  |
| MLB：3年 | MLB：3年 | 112   | 357   | 330   | 31    | 67    | 11       | 2        | 5        | 97    | 21    | 4     | 3        | 3     | 1     | 18    | 0     | 5     | 92    | 9        | .203  | .254     | .294     | .548  |
| NPB：1年 | NPB：1年 | 57    | 244   | 229   | 27    | 61    | 9        | 0        | 12       | 106   | 29    | 12    | 5        | 0     | 1     | 12    | 1     | 2     | 65    | 4        | .266  | .307     | .463     | .770  |

### 年度別守備成績
| 年 度 | 球 団 | 中堅（CF） | 中堅（CF） | 中堅（CF） | 中堅（CF） | 中堅（CF） | 中堅（CF） | 左翼（LF） | 左翼（LF） | 左翼（LF） | 左翼（LF） | 左翼（LF） | 左翼（LF） | 右翼（RF） | 右翼（RF） | 右翼（RF） | 右翼（RF） | 右翼（RF） | 右翼（RF） |
| 年 度 | 球 団 | 試 合      | 刺 殺      | 補 殺      | 失 策      | 併 殺      | 守 備 率   | 試 合      | 刺 殺      | 補 殺      | 失 策      | 併 殺      | 守 備 率   | 試 合      | 刺 殺      | 補 殺      | 失 策      | 併 殺      | 守 備 率   |
| ----- | ----- | ---------- | ---------- | ---------- | ---------- | ---------- | ---------- | ---------- | ---------- | ---------- | ---------- | ---------- | ---------- | ---------- | ---------- | ---------- | ---------- | ---------- | ---------- |
| 1993  | FLA   | -          | -          | -          | -          | -          | -          | 1          | 0          | 0          | 0          | 0          | ----       | 69         | 140        | 4          | 3          | 1          | .980       |
| 1994  | FLA   | -          | -          | -          | -          | -          | -          | 5          | 15         | 1          | 0          | 1          | 1.000      | 1          | 0          | 0          | 0          | 0          | ----       |
| 1995  | FLA   | 14         | 23         | 0          | 1          | 0          | .958       | -          | -          | -          | -          | -          | -          | 3          | 2          | 0          | 0          | 0          | 1.000      |
| MLB   | MLB   | 14         | 23         | 0          | 1          | 0          | .958       | 6          | 15         | 1          | 0          | 1          | 1.000      | 73         | 142        | 4          | 3          | 1          | .980       |

### 記録
NPB
- 初出場・初先発出場：1996年6月23日、対近鉄バファローズ12回戦（藤井寺球場）、3番・中堅手として出場
- 初安打：同上
- 初本塁打・初打点：1996年6月25日、対福岡ダイエーホークス14回戦（福岡ドーム）9回表にヒデカズから2ラン

### 背番号
- 17 （1993年 - 1995年）
- 21 （1996年）